# Гтчаванк
Гтчаванк (азерб. Ktişvəng monastırı, арм. Գտչավանք) — армянский монастырь XIII века в Ходжавендском районе Азербайджана, недалеко от села Туг (Тох).

## История
По свидетельствам исторических источников, Гтчаванк с давних времён был одним из центров Арцаха. Как епархиальный центр, монастырь находился под покровительством Араншахиков, затем, с VIII века — Дизакской ветви этого же рода. Расположенная по соседству крепость Ктиш в IX веке была резиденцией Есаи абу Мусе. В X веке крепость стала центром основанного здесь Дизакского царства.
В середине XIII века Гтчаванк расширился, а во времена дизакских меликов, в особенности при господстве мелика Авана, или Егана, стал одним из известных монастырских комплексов всей Армении.

## Архитектура
Главное сооружение монастыря датируется 1241—1246 годами и представляет собой крестово-купольную церковь с угловыми помещениями, чем стилистически схожа с другими армянскими монастырями данного периода — Дадиванк и Гандасар. Она была отреставрирована после землетрясения, случившегося в 1868 году. Главная церковь имеет цилиндрическую связку с зонтичной крышей — живописная форма, широко распространённая в Армении с XI века. Гавит примыкает к западному концу главной церкви и представляет собой сводчатое прямоугольное здание с единственной отдельно стоящей колонной у северной стороны. К северной стороне главного придела и притвора примыкает однонефная церковь с прямоугольной апсидой.
С северо-запада к главной церкви примыкает вторая церковь, которая является усыпальницей. От неё сохранились лишь внешние стены. Это было однонефное здание с прямоугольным алтарём и цилиндрическим сводом, укреплённым двумя поясными арками. В церкви было два боковых склепа. На его стенах возвышается хачкар с 1000 годом.

## Галерея

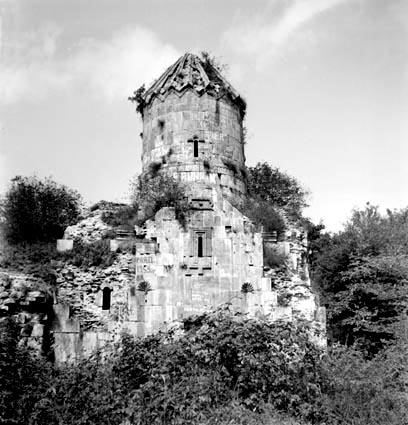
Состояние монастыря в советское время
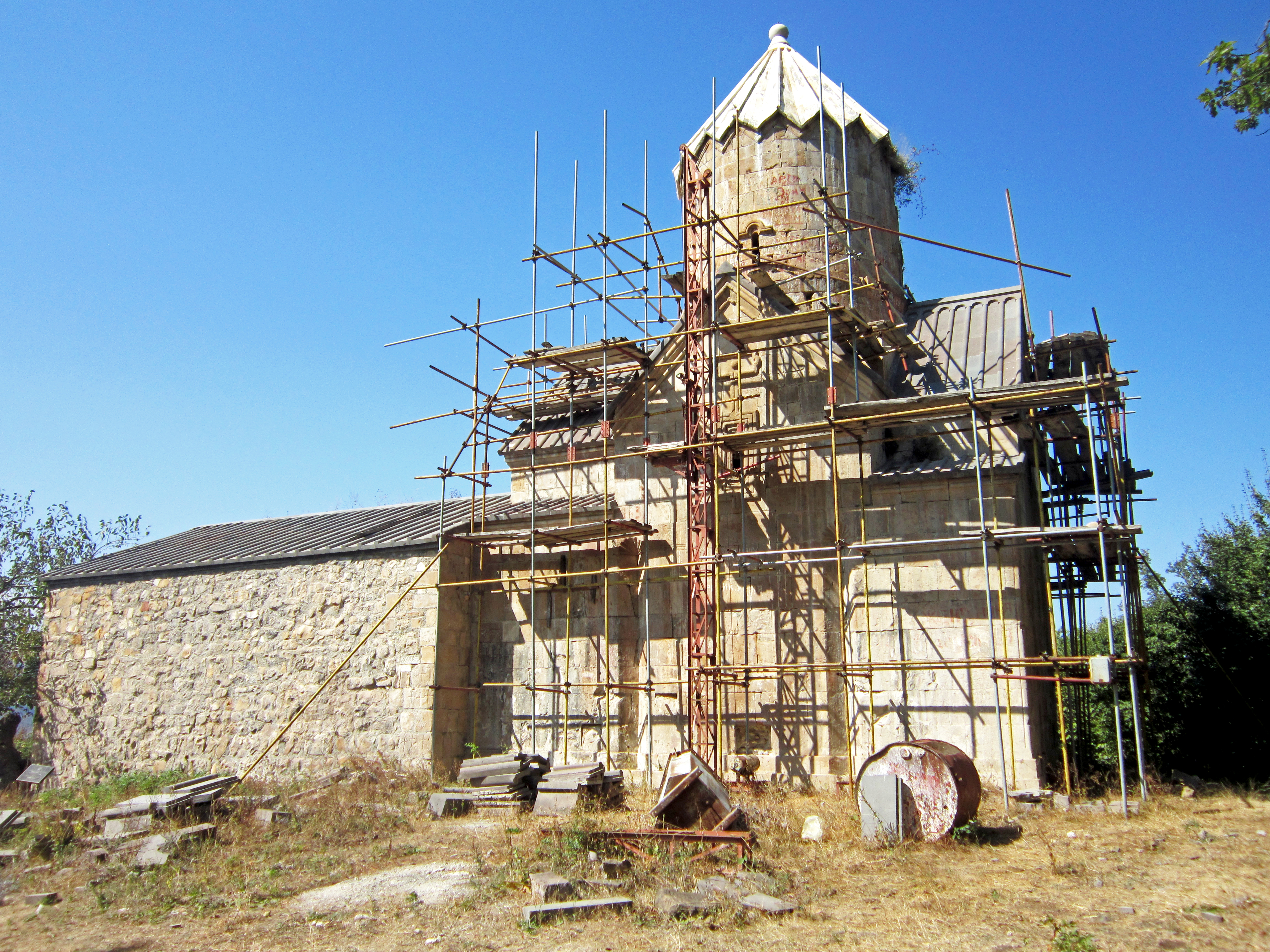
Реставрация монастыря (2017 г.)
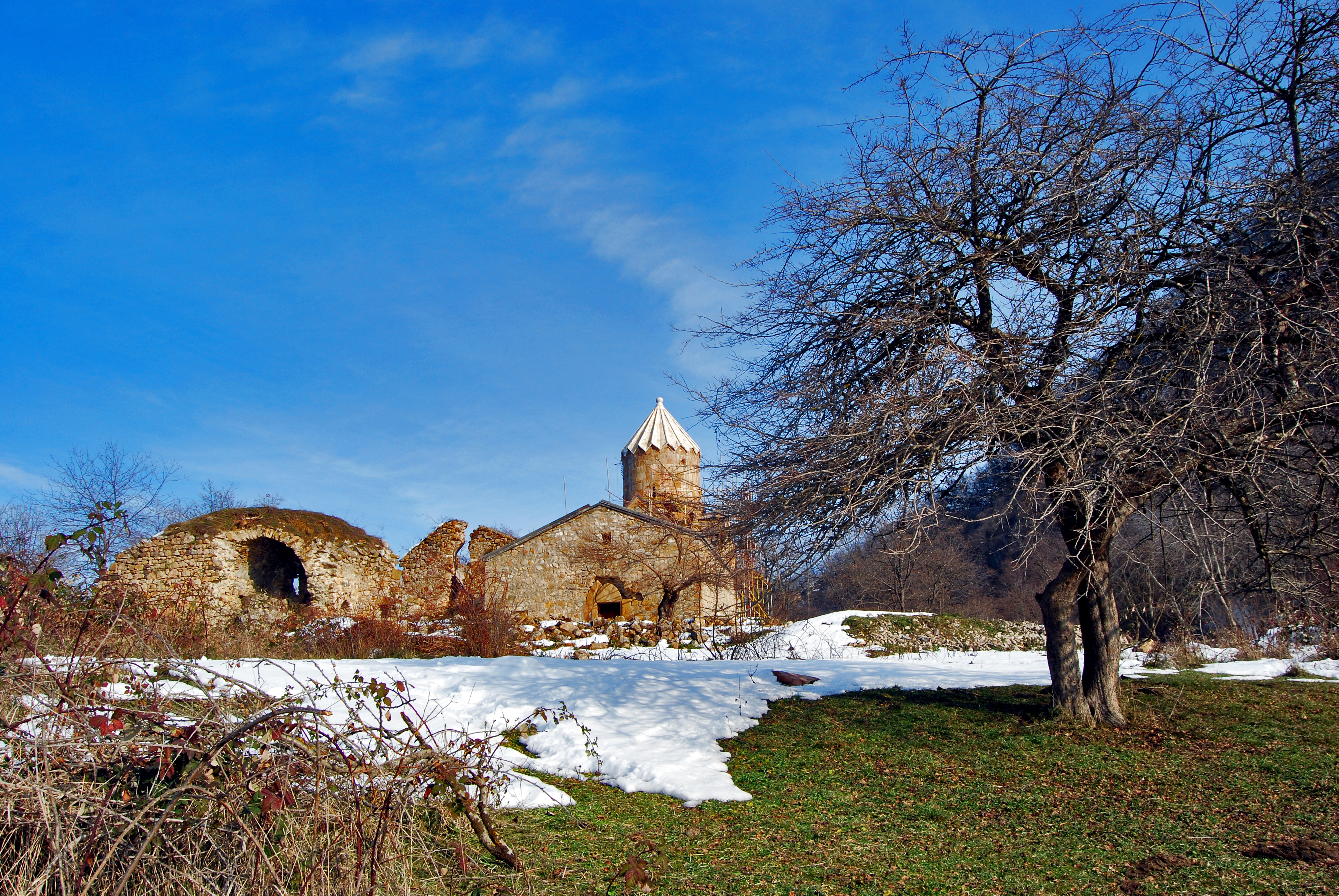
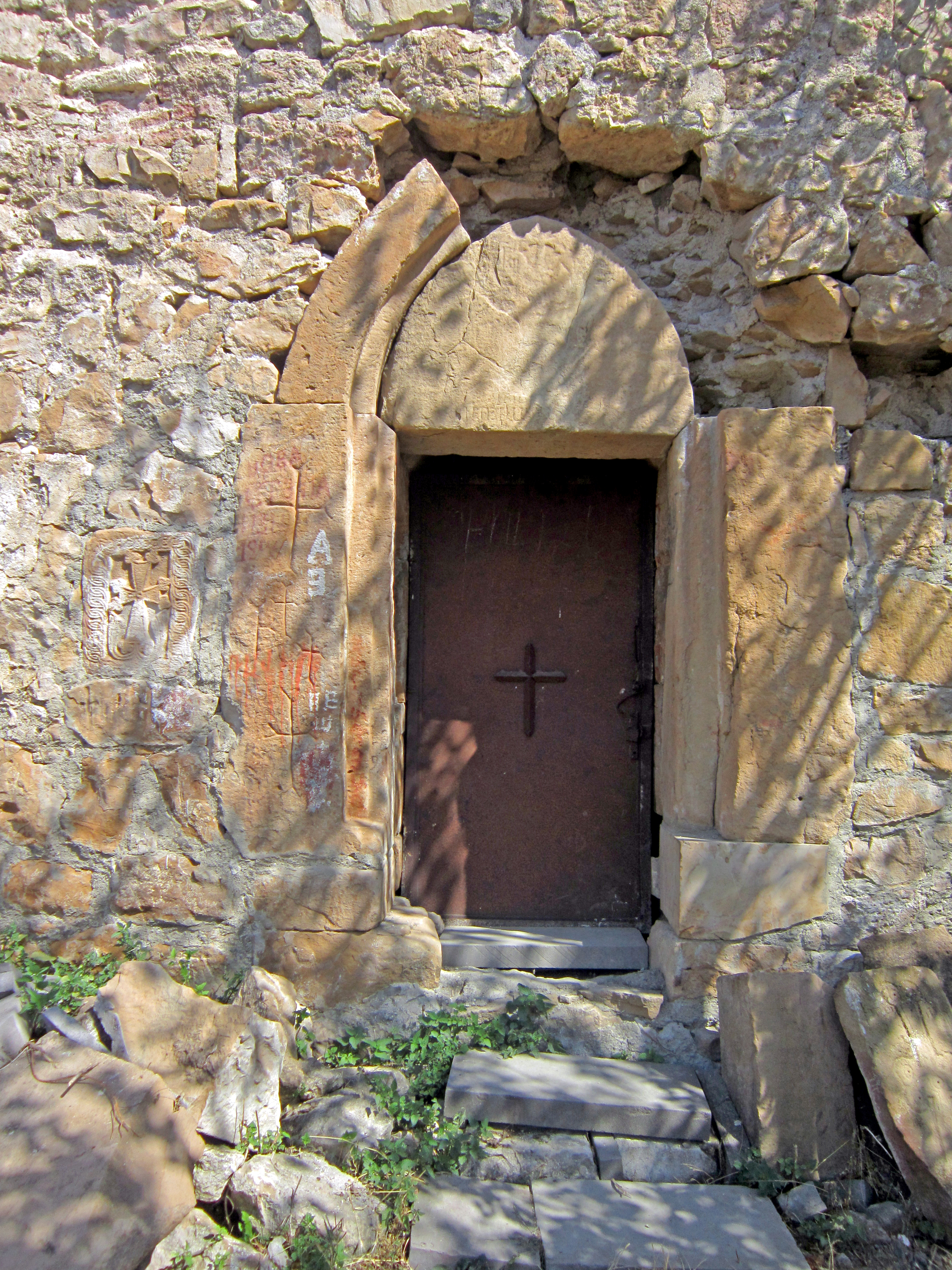
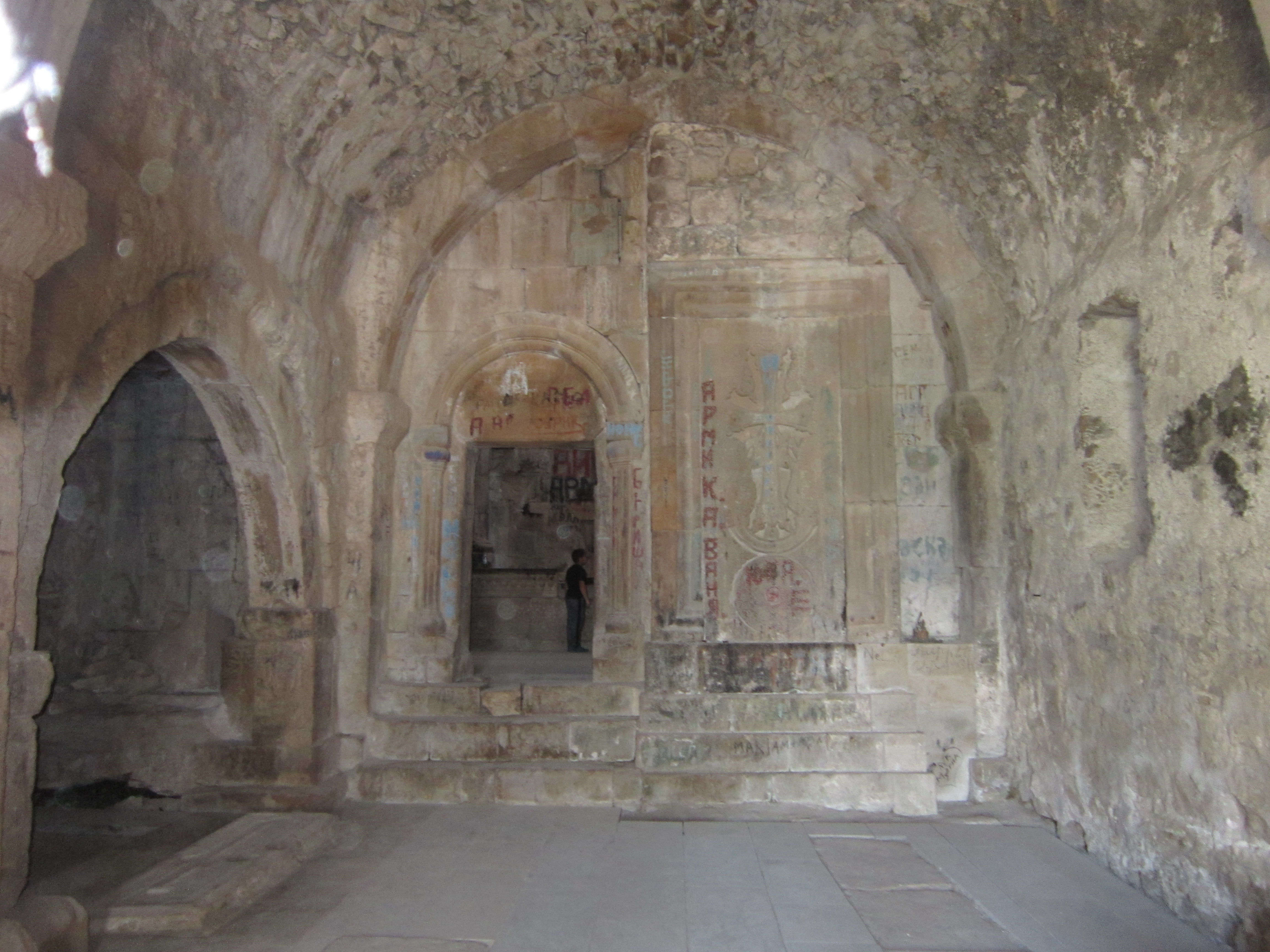
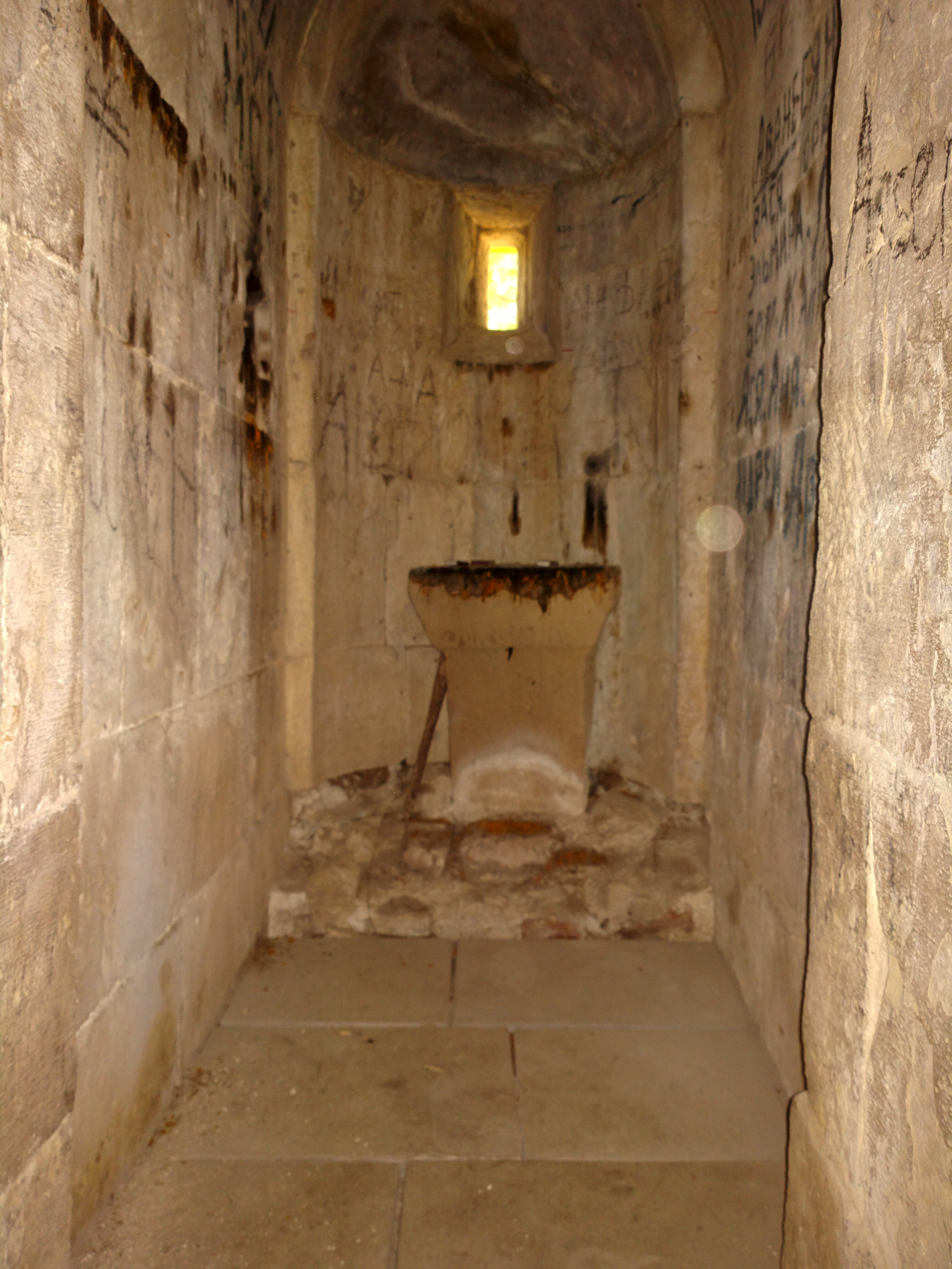
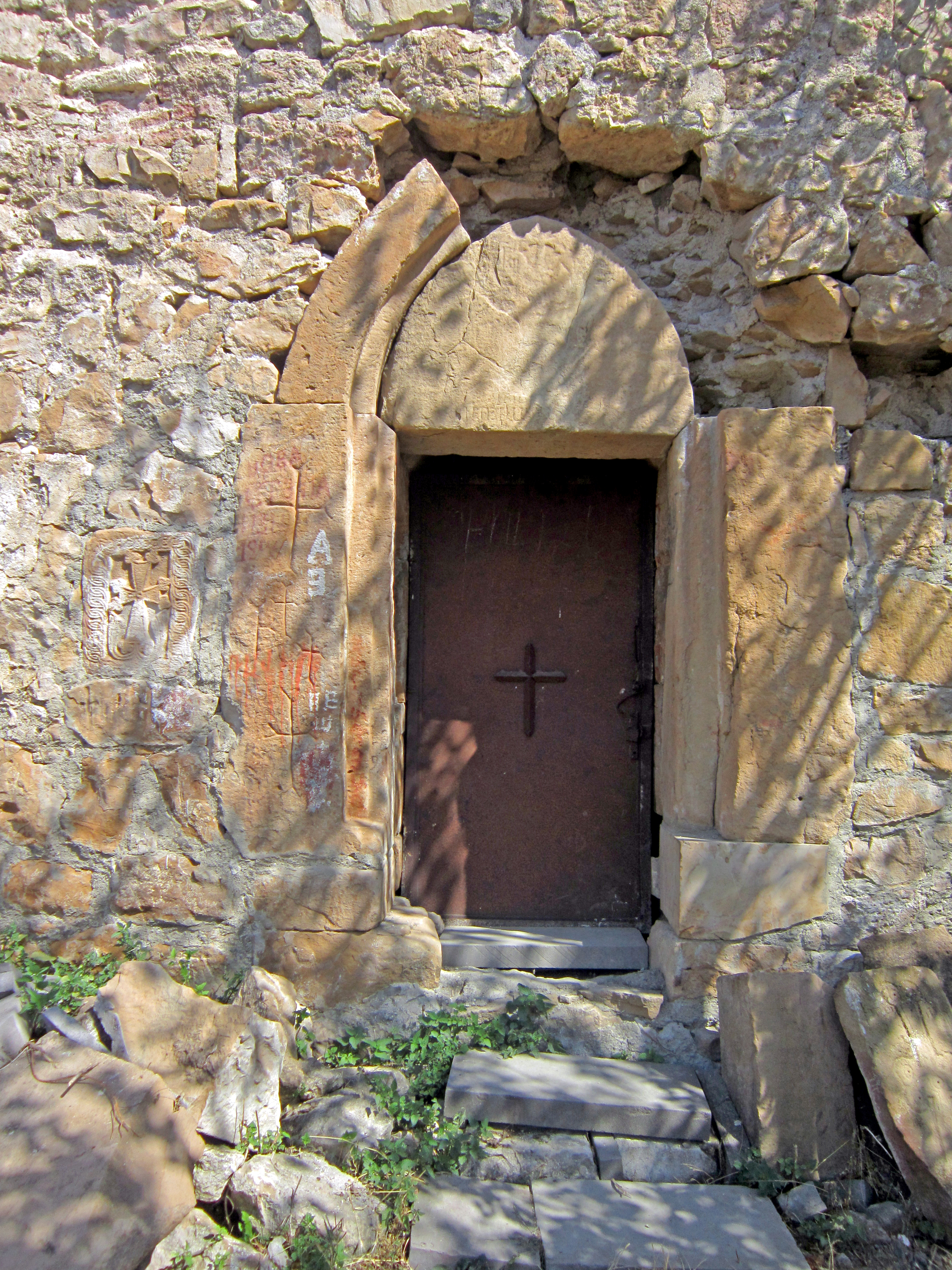
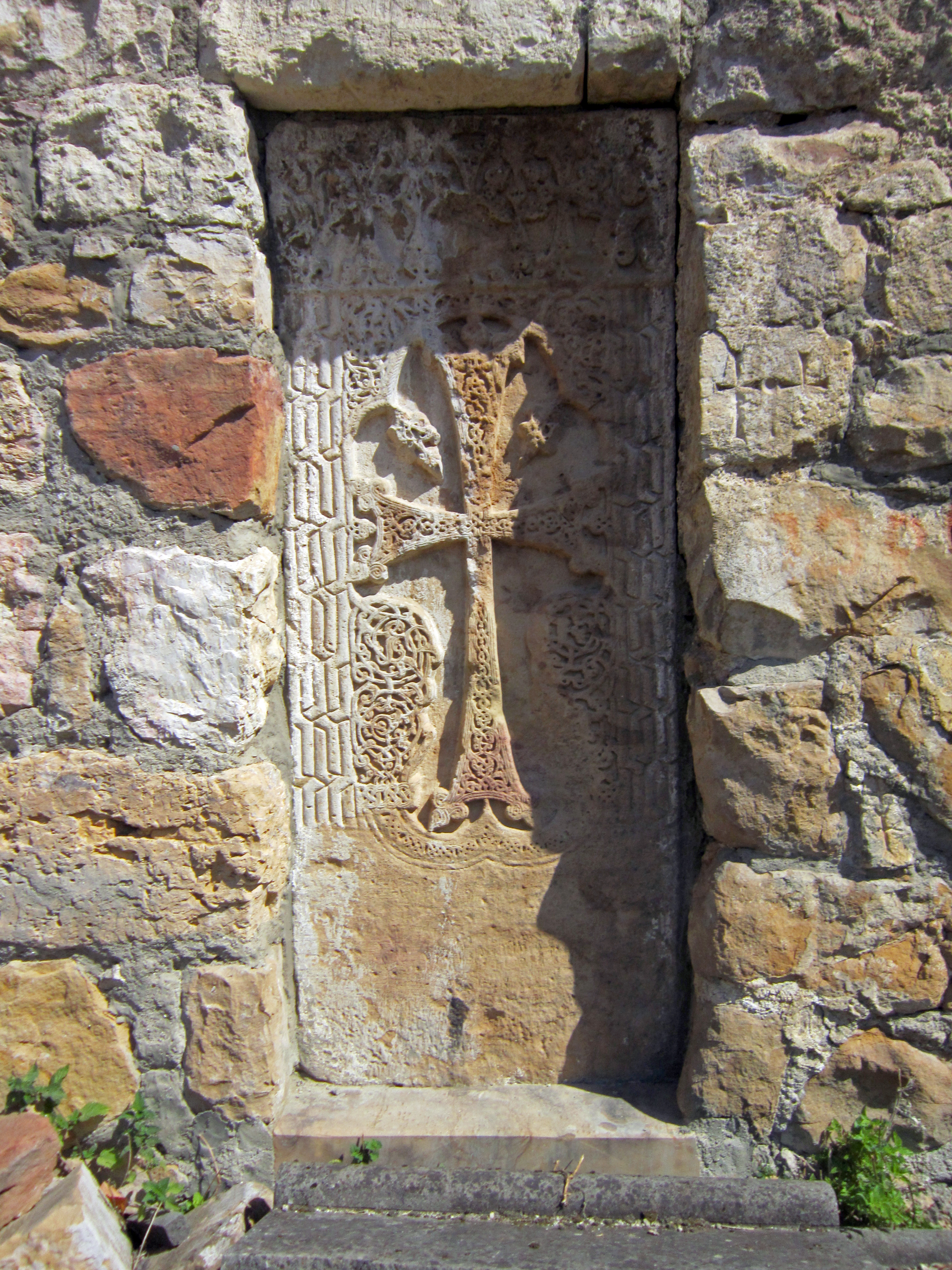
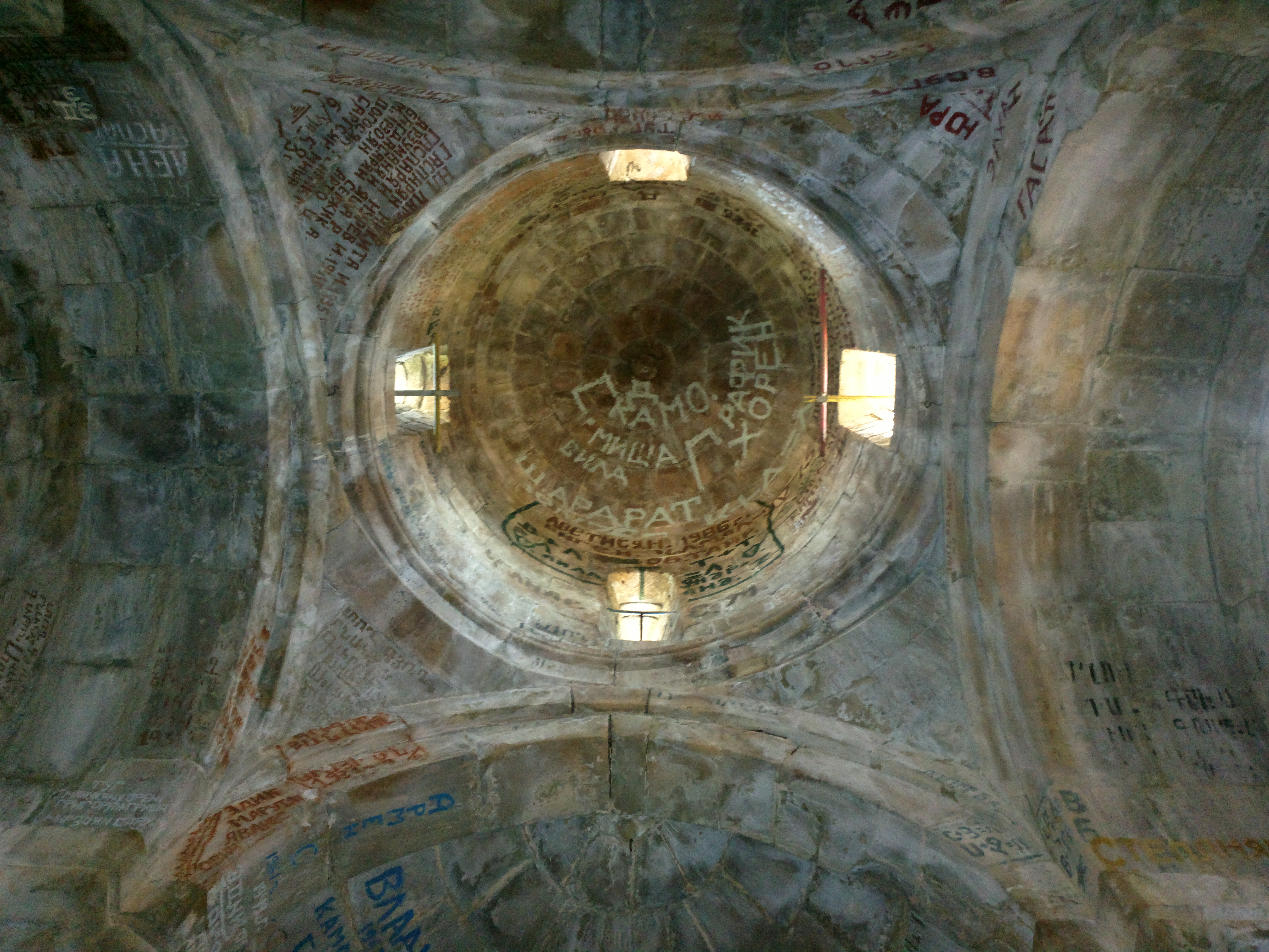
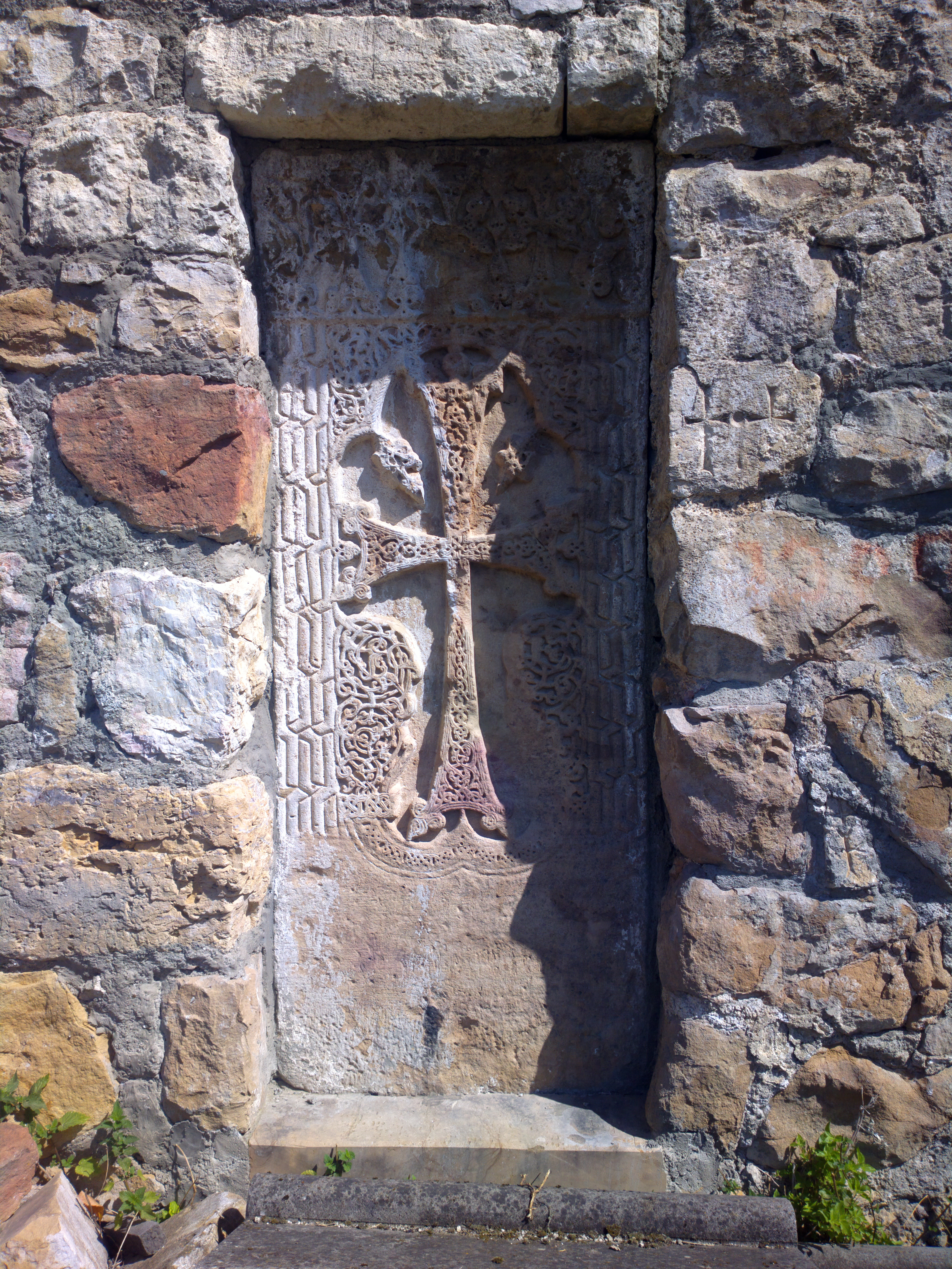
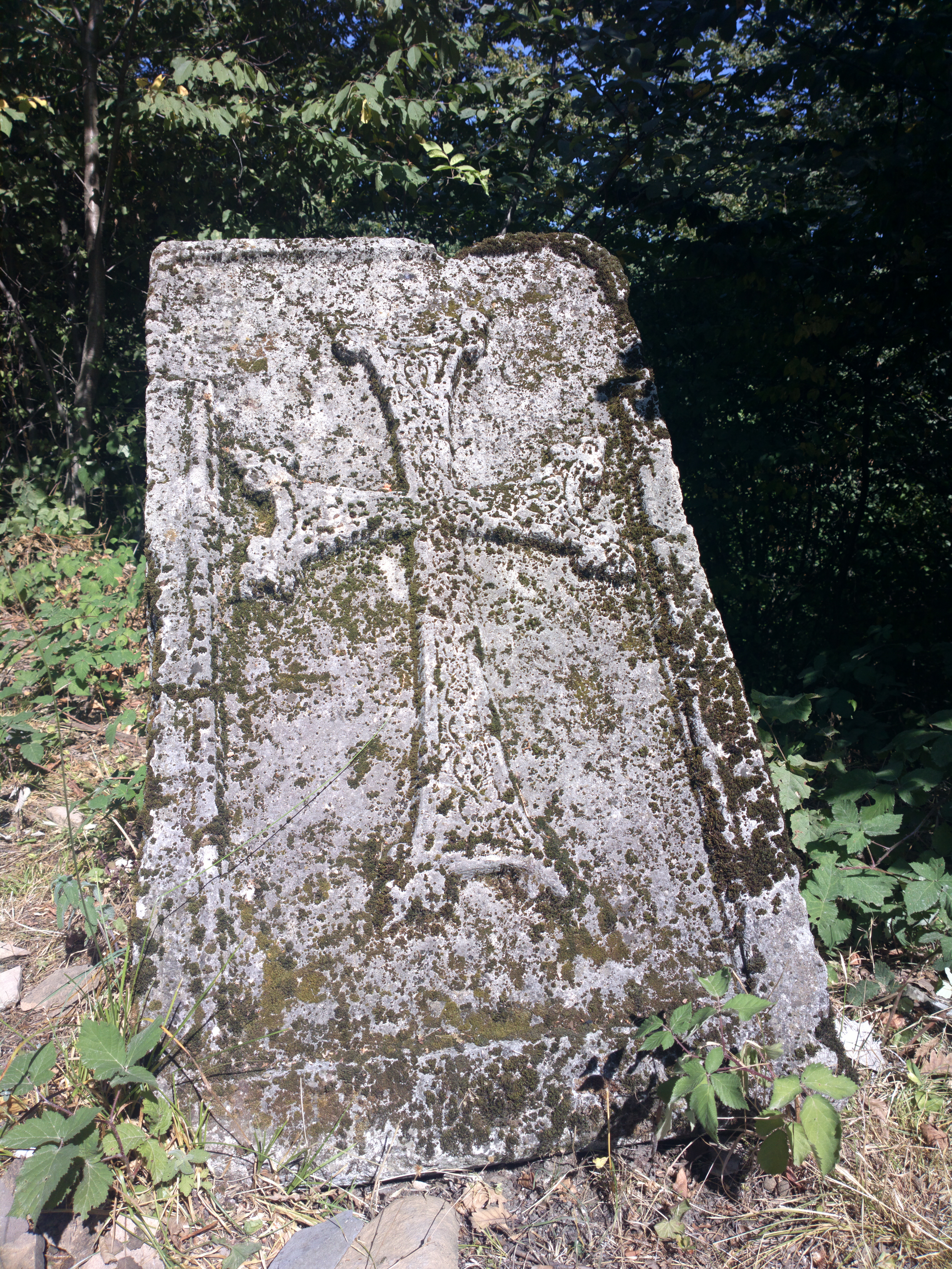
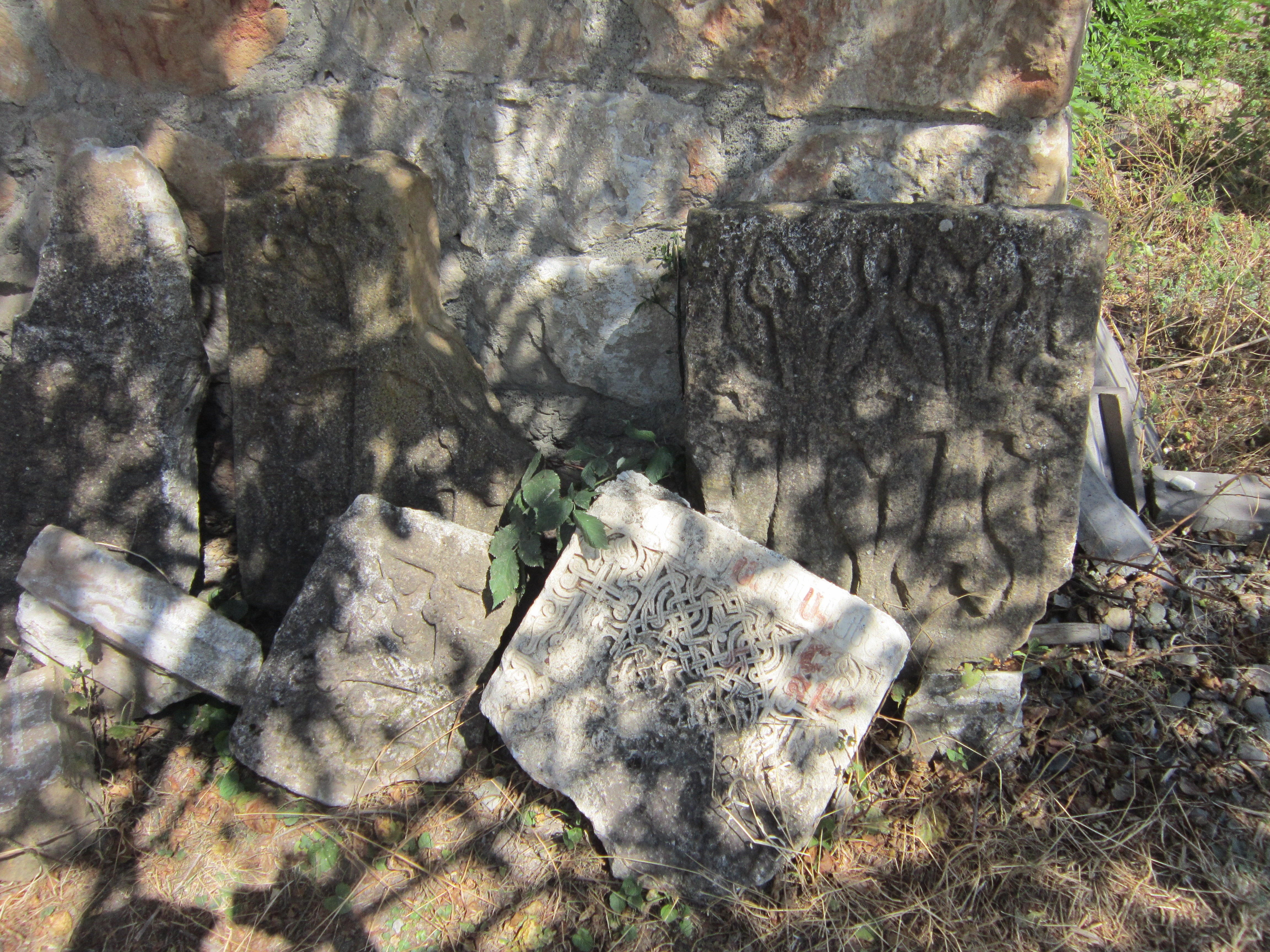
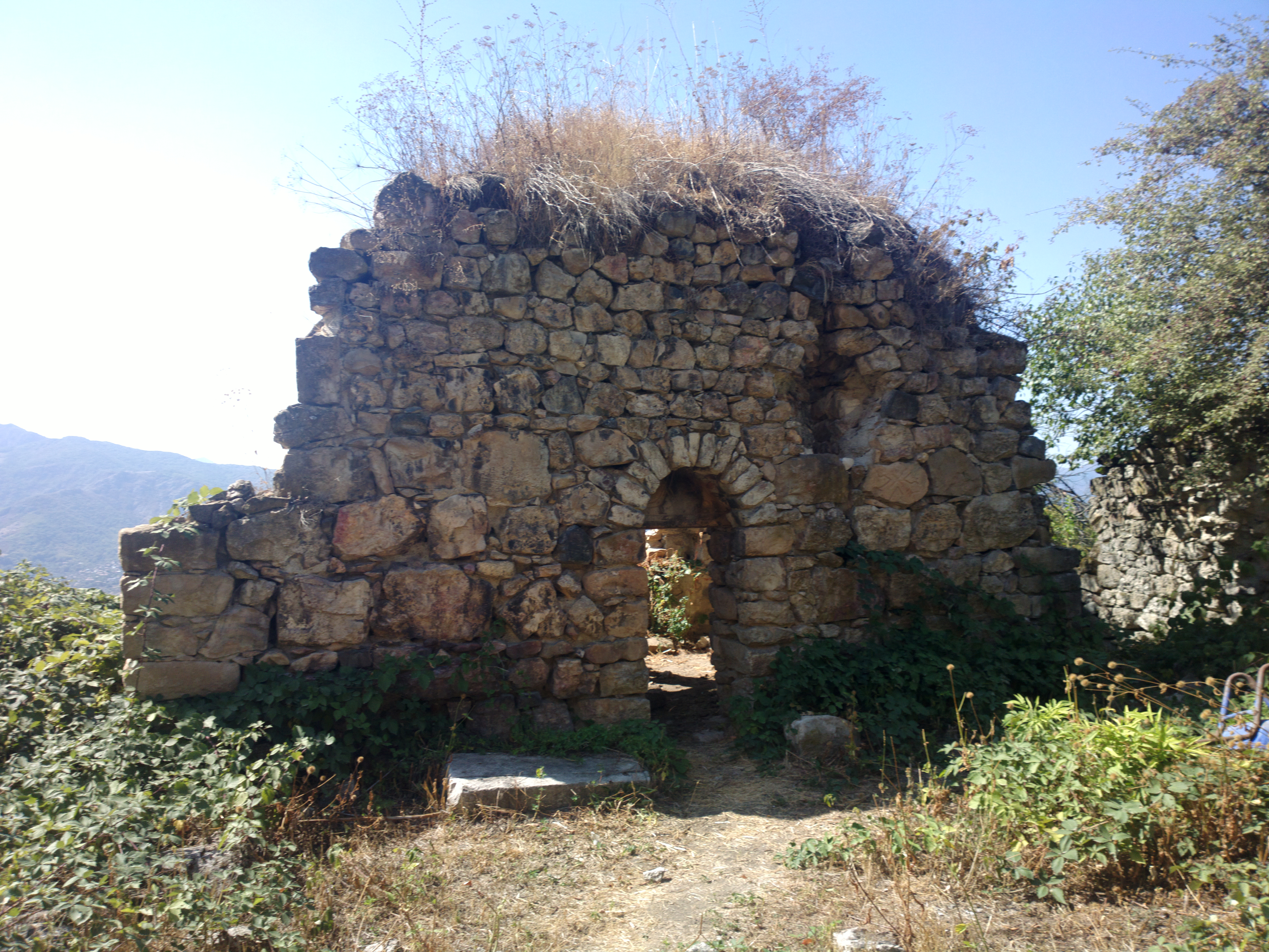
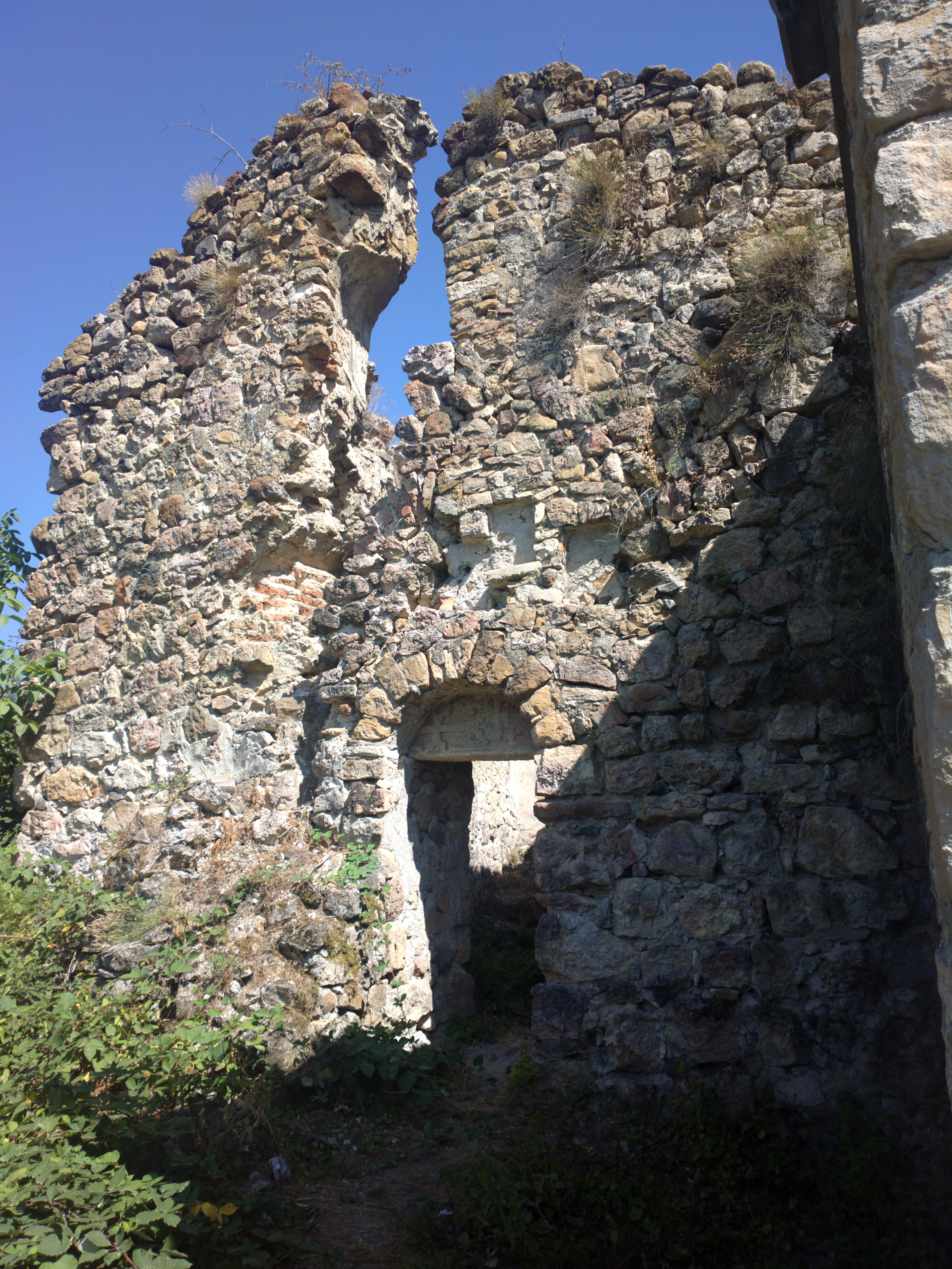
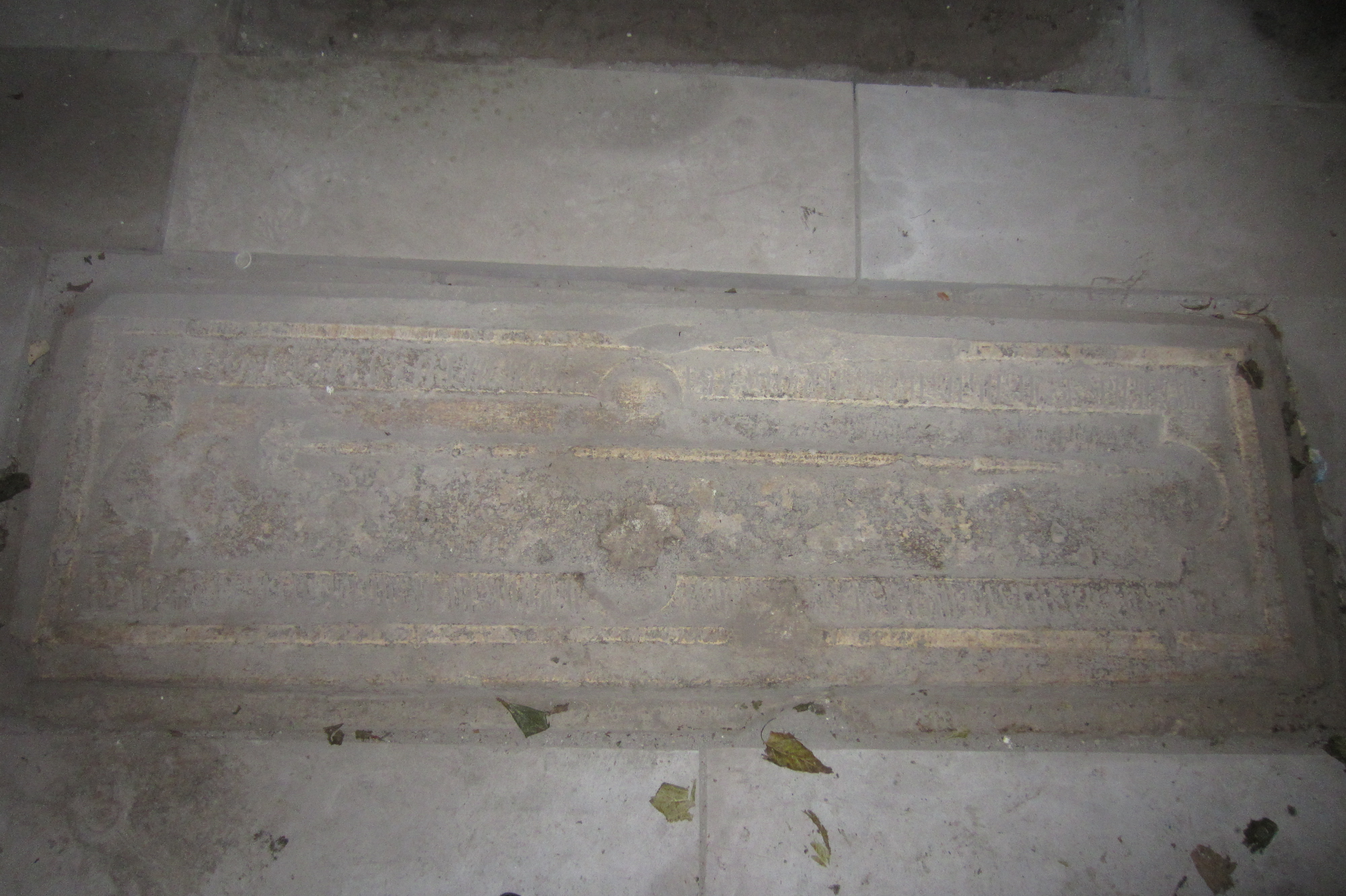
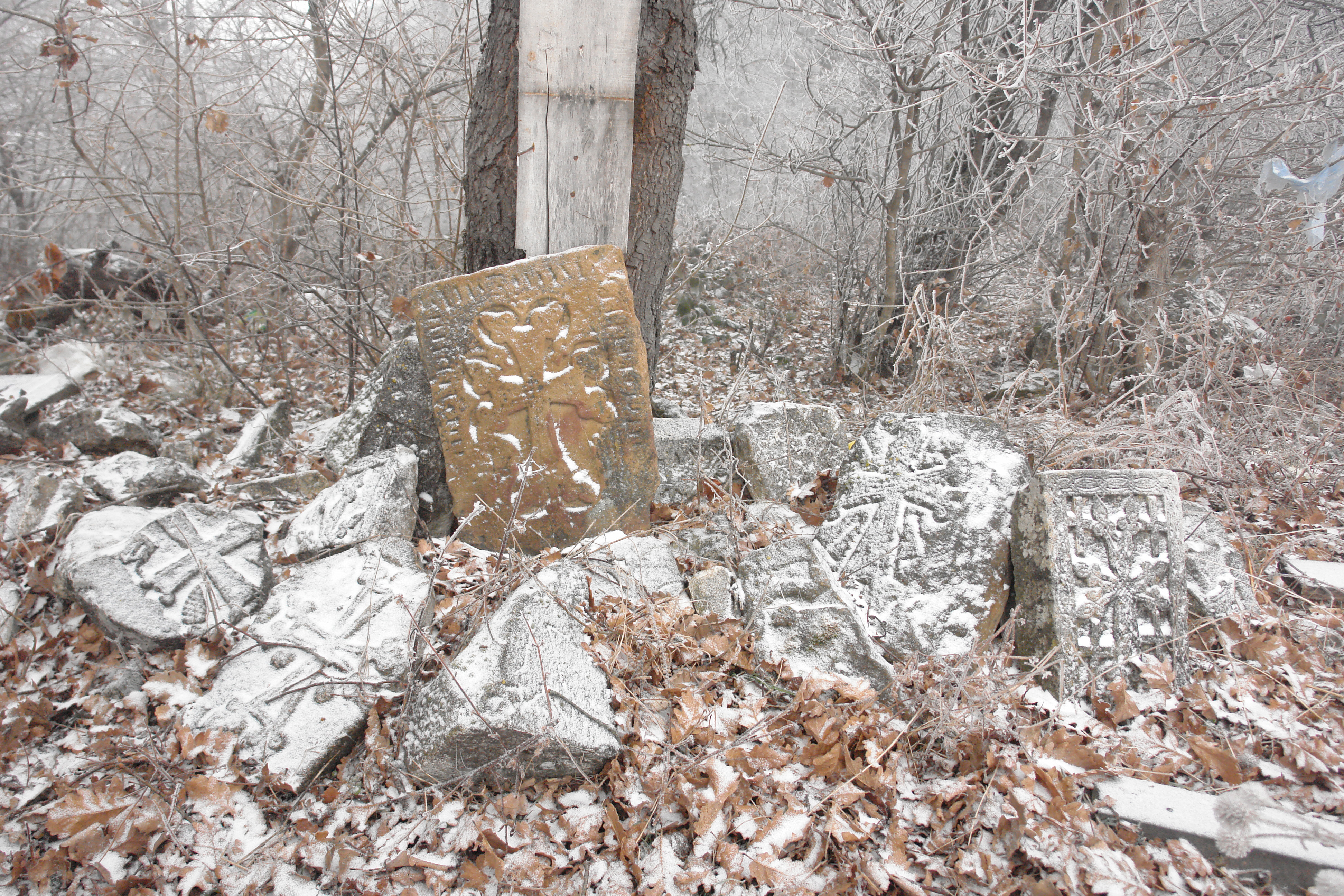
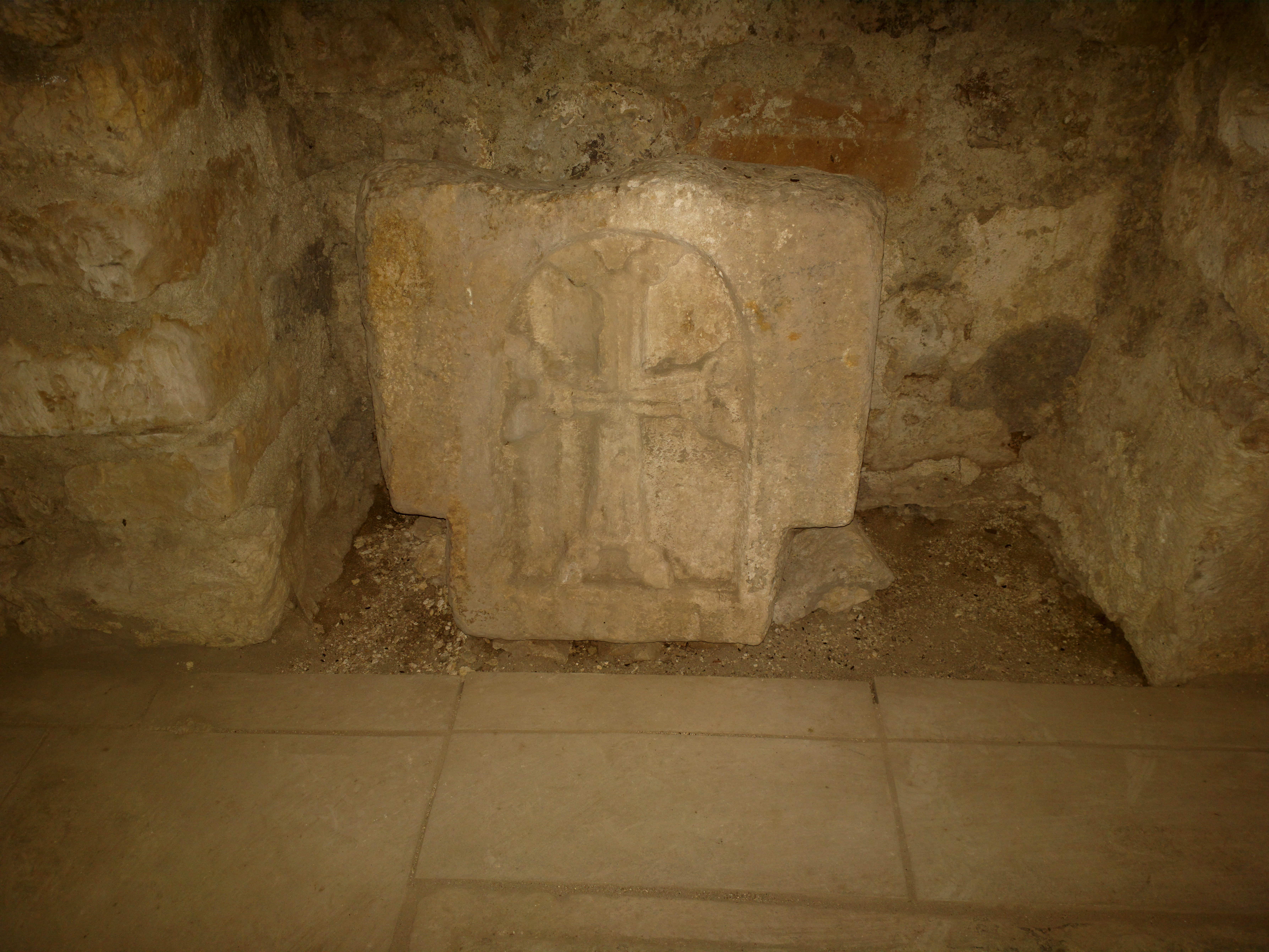
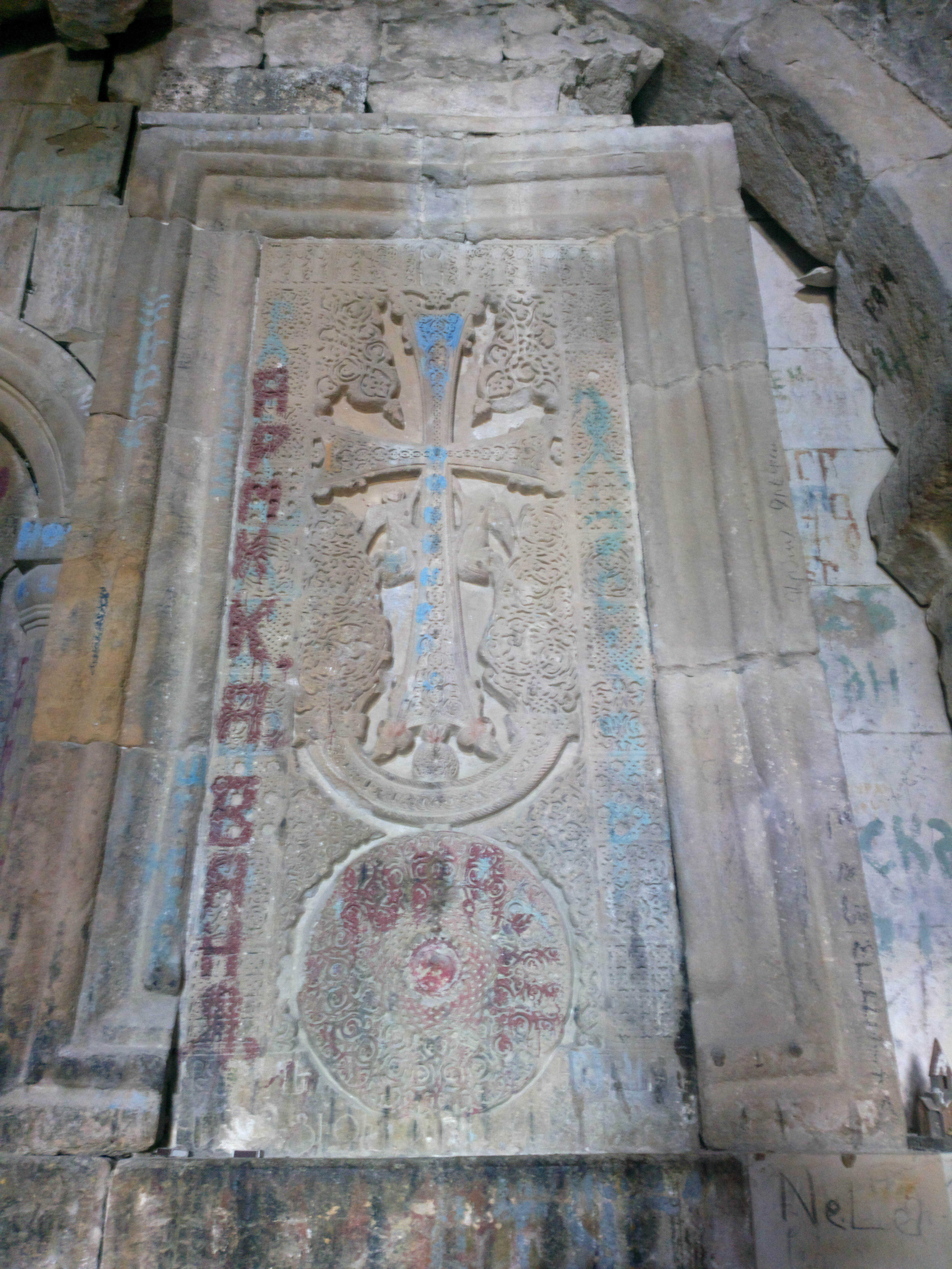